# Molly von Druwanovski
Molly von Druwanovski, auch Molly von Druwanovsky, verheiratete Molly Laddey, geborene Molly Ogoleit, (um 1800 – nach 1876) war eine deutsche Theaterschauspielerin.

## Leben
Über Druwanowski ist wenig bekannt. Von mindestens 1836 (zweite Liebhaberinnen) bis mindestens 1853, dann schon als "Frau Laddey", spielte sie in St. Petersburg.
Sie war in zweiter Ehe (verwitwet) mit dem Schauspieler Gustav Laddey (1796–1872) verheiratet, es war ebenfalls seine (mindestens) zweite Ehe. Die Hochzeit fand am 22. Februarjul. / 6. März 1847greg. statt. 1876 war sie noch im Adreßbuch der Stadt Wiesbaden für das Jahr 1876/77 als „Ww. des Gustav L., pens. Kais. Russ. Hofschauspielerin“ verzeichnet.